# Marble Knolls
Marble Knolls är en kulle i Antarktis. Den ligger i Sydorkneyöarna. Argentina och Storbritannien gör anspråk på området. Toppen på Marble Knolls är 1 meter över havet. Marble Knolls ligger på ön Signy. Den ligger vid sjön Pumphouse Lake.
Terrängen runt Marble Knolls är kuperad åt nordväst, men söderut är den platt. Trakten är obefolkad. Det finns inga samhällen i närheten. 